# Port de Morin

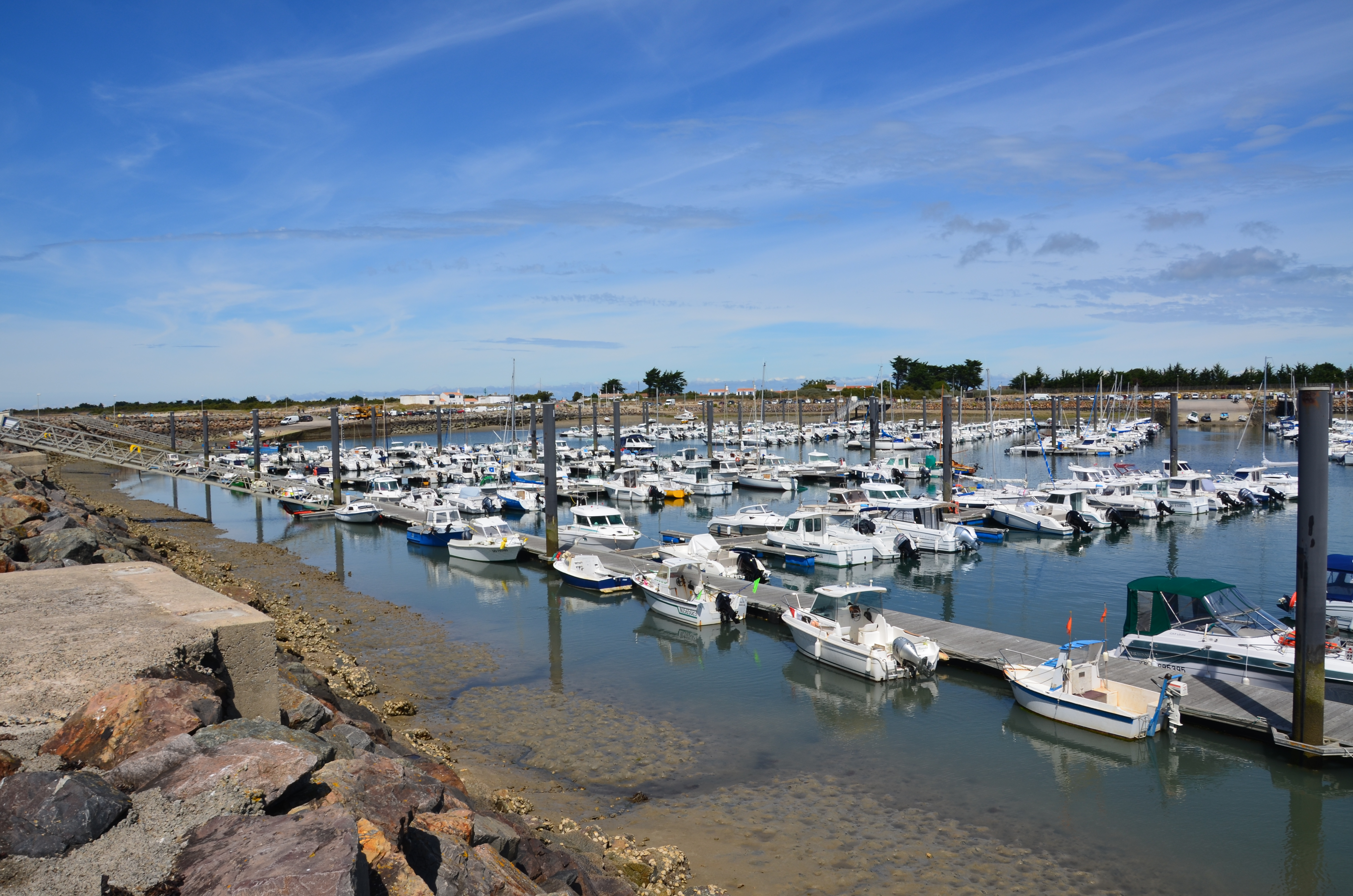
Vue du port de Morin à marée basse.

Le port de Morin (ou du Morin) est un port de plaisance et de pêche à échouage situé sur la commune de l'Épine dans l'île de Noirmoutier. 
Sa capacité totale est de 935 places (895 sur pontons et 40 corps-morts). Ouvert sur le large, son accès est balisé par quatre bouées latérales.